# ونمدی
ونمدی (به لاتین: Vannamoddai) یک منطقهٔ مسکونی در سری‌لانکا است که در استان شمالی (سری‌لانکا) واقع شده‌است.